# Карпенко Микола Пилипович
Микола Пилипович Карпенко (* 6 листопада 1950, Суми)  — священик Православної Церкви України, український педагог, журналіст член Національної спілки журналістів України. Дослідник, краєзнавець, громадський і релігійний діяч. 
Осавул Сумського обласного товариства Соборного козацтва України «Січ»

## Життєпис

### Родина
Народився у родині спадкових ковалів.

### Навчання
Вищу освіту здобув у Курганському вищому військово-політичному авіаційному училищі у 1977 р., в 1983 закінчив Новгородський державний педагогічний інститут.

### Громадська робота
З 1992 р і по нинішній день бере активну участь у керівних органах Товариства Просвіта. Активний пропагандист і вихователь молодого покоління. Член Паліцинської академії.
З 1996 року активно досліджує історію Конотопської битви, створив шкільний музей полковника Гарасима Кондратьєва в Сумській гімназії № 1. Музей став центром національно-патріотичного виховання не тільки гімназії, а й міста та області. Керівник Молодої Січі та школи джур імені полковника Гарасима Кондратьєва, проводить пошукову роботу з учнями гімназії. Завдяки його зусиллям проведені учнівські історико-краєзнавчі експедиції «Шляхами полковника Гарасима Кондратьєва» до смт. Ставище Київської області та сприянню, на обласному ТРК був створений фільм з однойменною назвою.
Карпенко М. П. передав пакет ілюстративно-інформативних матеріалів, і розробив концепцію оформлення музею міста при Свято-Воскресенському соборі.
Кожного року надає методичну допомогу командам-учасникам Всеукраїнського фестивалю «Нащадки козацької слави», влітку проводить вишкільні дитячі табори, де відбуваються спортивні змагання і велосипедні пробіги рідним краєм.
Організатор проведення Всеукраїнського конкурсу Канадського товариства приятелів України «Запитай дідуся і бабусю» по збору інтерактивними методами навчання «Євроатлантичний вибір України»

### Нагороди
2004  — Грамота управління освіти і науки Сумської Обласної Державної адміністрації за вагомий внесок у справу патріотичного виховання учнівської молоді, активну діяльність з підготовки експозиції і підбору матеріалів для музею полковника Гарасима Кондратьєва гімназії № 1 м. Суми.
2006  — Грамота управління освіти і науки Сумської Обласної Державної адміністрації за вагомий внесок у підготовку команди-учасниці Всеукраїнського фестивалю «Нащадки козацької слави» та її успішний виступ у фінальному турі.
2006–2008  — грамота Міського голови за сумлінну багаторічну працю, особистий внесок у національно-патріотичне виховання підростаючого покоління.
2005  — Грамота та грошова премія Канадського товариства Приятелів України.
2005  — Почесна Грамота Міністерства освіти і науки України за сумлінну роботу та досягнуті успіхи в справі навчання і виховання підростаючого покоління № 102315.
2008  — Почесна грамота Голови Сумської облдержадміністрації за вагомий внесок у написання навчального посібника «Сумщина в історії України».
2009  — Почесна грамота Голови Сумської облдержадміністрації за багаторічну сумлінну працю, високий професіоналізм, активну громадську роботу, патріотичне виховання молоді та з нагоди Дня Українського Козацтва, № 562.
2009  — Подяка Голови Сумської облдержадміністрації за значний особистий внесок у здобуття Незалежності України, побудову національної, демократичної Української Держави, багаторічну активну громадську діяльність № 366.
2009  — Нагороджений наручним годинником із символікою Сумської області за вагомий внесок у формуванні громадянина-патріота Головою Сумської обласної ради. Грамоти Сумського міського Голови (2004, 2006, 2009 рр.) за національно-патріотичне виховання молоді. Почесним знаком Сумської міської ради ІІІ ступеня № 1769-МП.
Оголошено подяку за активну роботу по впровадженню комплексу «Козацький гарт» серед учнівської молоді 2007 р. Оголошено подяку за організацію і проведення конференції «Шляхами полковника Гарасима Кондратьєва», Наказ № 80 від 26.03.2008 р. директор гімназії № 1. Оголошено подяку за активну участь у організації та проведенні фінального етапу IV Всеукраїнського турніру юних журналістів. Наказ № 96 від 15.04.2008 р. директора гімназії № 1.

### Написані книги
- «Україна  — колиска індоєвропейських народів»

- «Гетьман Іван Мазепа як будівничий української держави»

- «Олександрія»

- «Велика Вітчизняна чи Друга Світова?!»

- «Рецепт патріотизму (збірник творів)»

- «Сумщина в умовах голодомору 1932-33 рр.»

Один із авторів і член редакційної колегії циклу книг «Сумщина в історії України».